# Yann Lesgourgues
Pour les articles homonymes, voir Lesgourgues.

a Compétitions nationales et continentales officielles uniquement.

b Matchs officiels uniquement.
Dernière mise à jour le 1 juillet 2025.
Yann Lesgourgues, né le 17 janvier 1991, est un joueur français de rugby à XV jouant au poste de demi de mêlée.

## Biographie
Né à Bayonne, Yann Lesgourgues est formé à l'AS Ondres. À 14 ans, il rejoint le Biarritz olympique où il joue ses premiers matches pro lors de la saison 2009-2010. Il est alors considéré comme un grand espoir au poste de demi de mêlée, notamment grâce à sa vitesse de course. En 2011, il porte le maillot national de l'équipe de France des moins de 20 ans. Il fait partie la saison suivante du groupe biarrot ayant contribué à remporter le Challenge européen en 2012, bien qu'il ne participe pas à la finale.
Après la relégation du BO à l'issue de la saison 2013-2014, il rejoint l'Union Bordeaux Bègles pour la saison 2014-2015. Il inscrit 6 essais durant cette année.
En novembre 2016, il est sélectionné dans l'équipe des Barbarians français pour affronter une sélection australienne au Stade Chaban-Delmas de Bordeaux. Les Baa-Baas parviennent à s'imposer 19 à 11 grâce à un essai de Raphaël Lakafia à la 77e minute. En juin 2017, il est de nouveau convoqué pour jouer avec les Barbarians français qui affrontent l'équipe d'Afrique du Sud A les 16 et 23 juin en Afrique du Sud. Titulaire lors des deux rencontres, les Baa-baas s'inclinent 36 à 28 à Durban puis 48 à 28 à Soweto. Il inscrit un essai lors du premier test.
En septembre 2017, malgré la forte concurrence à son poste avec Baptiste Serin, il prolonge son contrat avec l'UBB jusqu'en 2021. 
Il est sélectionné en équipe de France pour jouer le 14 novembre 2017 contre les All Blacks au Groupama Stadium. Ce match qui se déroule sans les principaux joueurs de l'équipe de France ne compte pas comme une sélection officielle.
En septembre 2020, il prolonge de nouveau son contrat avec le club girondin, jusqu'en 2025. Il est un excellent finisseur à son poste, au 9 mai 2021 il a inscrit 36 essais en 84 titularisations avec l'UBB. 
En novembre 2024, le Biarritz olympique annonce son retour dans son club formateur pour deux ans à partir de la saison 2025-2026. 

## Palmarès
- Vainqueur du Championnat de France espoirs Élite 3 en 2010 avec le Biarritz olympique.
- Finaliste du Championnat de France en 2024 avec l'Union Bordeaux Bègles.